# Politique du rebelle
Traité de résistance et d'insoumission
Politique du rebelle : Traité de résistance et d'insoumission, est un essai de Michel Onfray publié en 1997 chez Grasset et en 1999 en livre de poche. 

## Contenu
Dans cet essai, Michel Onfray répond à deux questions qu'il se pose :
1. Peut-on être un nietzschéen en politique en étant (et en restant) un homme de gauche fidèle à ses origines populaires ? Réponse : oui.
2. Comment trouver une traduction politique à l'hédonisme ? Réponse : l'anarchisme (ou la pensée libertaire).

## Réception
Zéna Zalzal, dans L'Orient-Le Jour, considère qu'il faut « absolument » lire ce traité de désobéissance mais à l'opposé, Jean Blain, dans L'Express, souligne « la complaisance de l'écriture, les approximations et la tendance à prendre l'incantation pour une argumentation ».

## Citation
Michel Onfray « affiche sa fibre anarchiste dès les premières pages  de son essai » : « L'autorité m'est insupportable, la dépendance invivable, la soumission impossible. Les ordres, les invites, les conseils, les demandes, les exigences, les propositions, les directives, les injonctions me tétanisent, me vrillent la gorge, me tordent le ventre,. »